# Thunderbolt (автомобіль)
Автомобіль Thunderbolt (укр. Блискавка) був британським рекордсменом сухопутної швидкості 1930 -х років, яким керував капітан Джордж ЕТ Ейстон.

## Рекорди
Між 1937 і 1939 роками змагання за рекорд сухопутної швидкості проходили між двома англійцями: капітаном Ейстоном та Джоном Коббом . Перший рекорд Thunderbolt був встановлений на швидкості 312,00 миля/год (502,12 км/год) 19 листопада 1937 року на Бонневільських соляному озері . Протягом року Thunderbolt повернувся з покращеною аеродинамікою і 27 серпня 1938 р. підняв свій рекорд до 345,50 миля/год (556,03 км/год)
Цей рекорд протримався лише кілька тижнів, перш ніж Рейд-Рейлтон Джона Кобба побив 350 миля/год (560 км/год) і 15 вересня 1938 року підвищив його до 353,30 миля/год (568,58 км/год) . Це надихнуло Ейстона розігнати Thunderbolt до нового рекорду 357,50 миля/год (575,34 км/год) . Кобб тримав рекорд менше ніж 24 години.
Ейстон зі своїм Thunderbolt тримали рекорд майже рік, поки Кобб 23 серпня 1939 року знову не побив його на швидкості 369,70 миля/год (594,97 км/год) 23 серпня 1939 року. Це була остання встановлення рекорду швидкості до початку Другої світової війни. Хоча Кобб повернувся після війни і продовжив розганяти свою машину до 400 миля/год (640 км/год), Thunderbolt більше ніколи не змагався за рекорди швидкості.

## Доля Thunderbolt
Thunderbolt був представлений у британському павільйоні на Столітній виставці Нової Зеландії в 1939-40 роках. Його також демонстрували у Новій Зеландії під час Другої світової війни, але вважається, що його було знищено пожежею на складі в Ронготаї.
Один вцілілий двигун можна побачити в Музеї науки в Лондоні.